# Marco Vetio Bolano (cónsul 111)
Marco Vetio Bolano  fue un senador romano que desarrolló su cursus honorum a finales del siglo I y comienzos del siglo II, bajo los imperios de Domiciano, Nerva y Trajano.

## Familia
Era hijo de Marco Vetio Bolano, consul ordinarius en 66 y gobernador de Britannia entre 69 y 71, y hermano Gayo Clodio Crispino, a quien el poeta Estacio dedicó un carmen laudatorio.

## Carrera política
En 111, bajo Trajano, fue designado consul ordinarius, ejerciendo el cargo hasta el 1 de mayo, cuando fue sustituido por Lucio Egio Márulo.